# RT-2

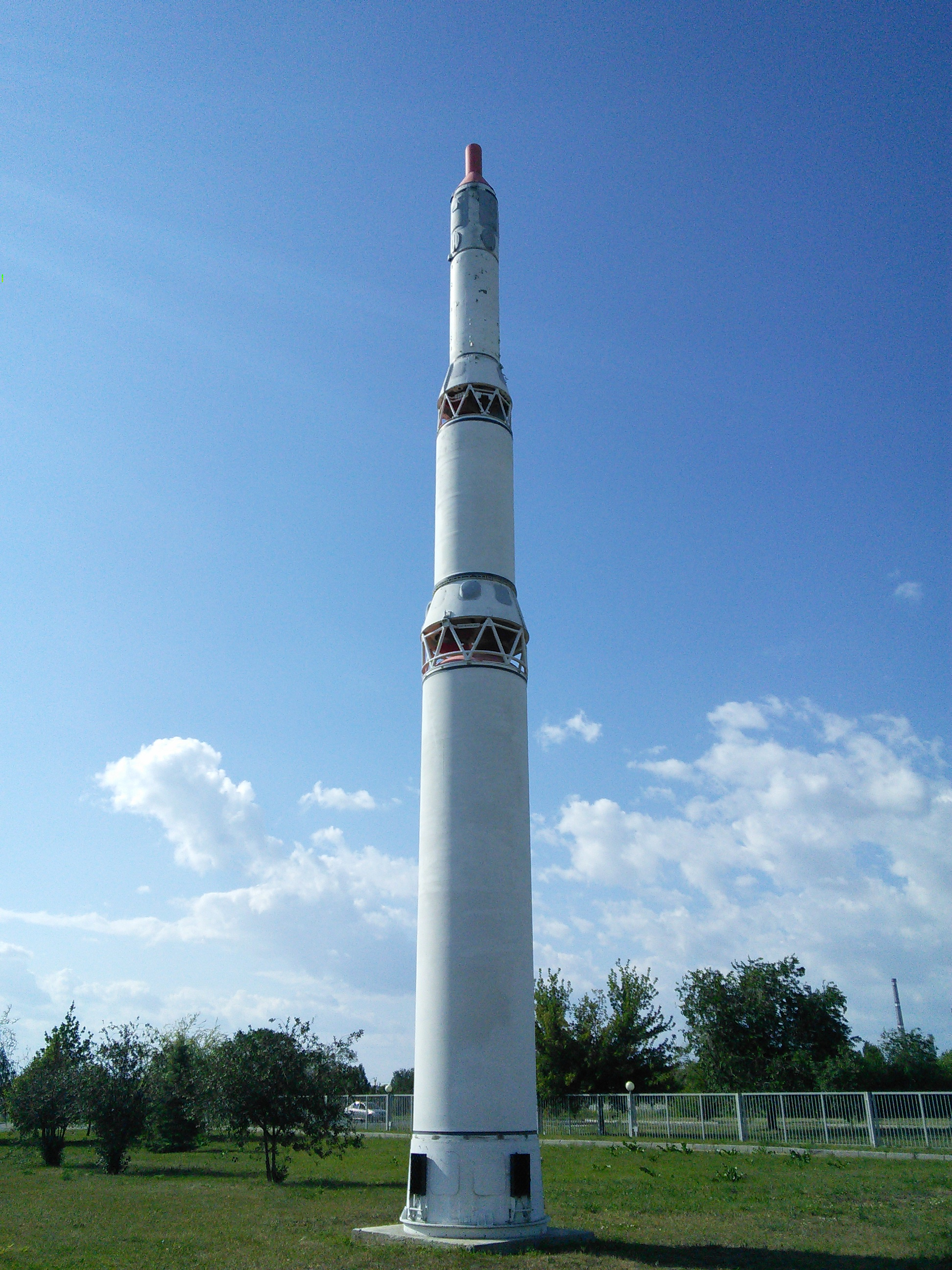
RT-2P (8K98P)

RT-2는 소련의 지하 사일로 3단 고체연료 핵미사일이다. 1968년부터 1976년까지 실전배치되었다. 1972년까지 60발이 생산되었다.

## 역사
RT-2는 소련 최초의 고체연료 ICBM이다. 미국은 1961년 미니트맨 미사일을 시험발사해 1962년 실전배치했다. 이에 대한 보복조치로 러시아는 1966년 RT-2를 시험발사해 1968년에 실전배치했다.
무게 45.1톤, 길이 21.5 m, 3단 고체연료, 탄두중량 1,200 lb(540 kg), 사거리 5,500 해리(10,186 km)이며 지하 사일로에서 발사된다.
이후에 트럭 이동식인 RT-2PM 토폴로 개량되어, 2013년 기준으로 토폴은 러시아가 선택한 유일한 지상발사 핵미사일이다. 앞으로 모든 핵미사일을 폐기하고 토폴 시리즈 단일모델만 실전배치할 계획이다. 미국도 미니트맨 단일모델 정책이다.
1968년 RT-2(SS-13, 사일로), 1972년 RT-2P(SS-14, 트럭), 1988년 RT-2PM 토폴(SS-25, 트럭), 1997년 RT-2PM2 토폴-M(SS-27, 트럭)이 실전배치되었다.

## 같이 보기
- RT-2PM 토폴
- RT-2PM2 토폴-M